# Kyburg
Kyburg é uma comuna da Suíça, no Cantão Zurique, com cerca de 362 habitantes. Estende-se por uma área de 7,58 km², de densidade populacional de 48 hab/km². Confina com as seguintes comunas: Illnau-Effretikon, Weisslingen, Winterthur, Zell.
A língua oficial nesta comuna é o Alemão.